# Försurning

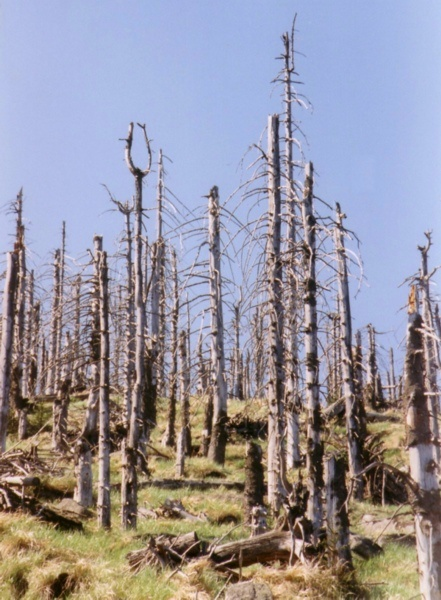
Granskog som skadats av surt regn.

Försurning innebär att sura ämnen tillförs marker och vattendrag i högre takt än de bortförs och därmed höjer koncentrationen av vätejoner. I Sverige är den största källan till detta orsakad av människor genom förbränning av fossila bränslen. I Sverige varnade forskare på 1990-talet för en kommande skogsdöd till följd av försurningen. Försurning är ett verkligt miljöproblem, och skogsdöden var akut i Tyskland på 1980- och 1990-talet, men skogsdöden spreds inte på det sätt som många befarade till andra länder. Delvis kan det bero på att internationella politiska överenskommelser minskade utsläppen av svavel- och kväveföreningar (t.ex. Göteborgsprotokollet 1999). Nivåerna av surt regn har minskat markant, och många försurningsdrabbade områden har återhämtat sig, särskilt i Västeuropa och Nordamerika.
Kväveoxider och svaveldioxid är de två ämnena i avgaserna som försurar mest. En stor del av dessa ämnen sprids över stora ytor med vindarna. Det kraftigaste sura nedfallet i Sverige drabbar de nederbördsrika delarna av västra Götaland. När sura ämnen löses i vatten bildas vätejoner, och eftersom vatten finns nästan överallt kan detta förekomma såväl i luft och vatten som i mark. Agronomen Svante Odén var den första som upptäckte försurningens storskalighet.

## Naturliga försurningsprocesser
I naturen finns det också gott om naturliga försurningsprocesser, till exempel upptag av växtnäring och nitrifikation. Sveriges humida klimat medför en naturlig urlakning av baskatjoner, vilket också är en försurande process.

### Nitrifikation
Nitrifikation, det vill säga oxidationen av ammonium till nitrat är i sig en surgörande process, som huvudsakligen utförs av bakterier tillhörande släktena Nitrosomonas (ammonium till nitrit) och Nitrobacter (nitrit till nitrat). I oxidationsprocessens första steg bildas surgörande vätejoner.
Vid bortodling kan betydande mängder organiskt kväve först mineraliseras till ammonium, för att sedan nitrifieras till nitrat. Även en omfattande kvävefixering kan leda till en kraftig nitrifikation. När en del av det bildade nitratet sedan lakas ut, så sker en betydande försurning i marken och en betydande övergödning av havet.

### Andra oxidationsprocesser i marken
Nästan alla redox-reaktioner i marken påverkar pH-värdet i marken. Vid oxiska förhållanden (höga pE-värden) i marken, sker många surgörande redoxreaktioner där olika ämnen reagerar med syrgas. En av de mest surgörande reaktionerna är oxidering av pyrit till svavelsyra. Pyrit bildas naturligt i jordar som avsatts i saltvatten.

### Vegetationens inverkan
Olika vegetationstyper ger upphov till olika sorters organiska syror, med skilda pKa-värden (syrakonstanter). Förnan från ädellövskog brukar ge klart högre pH-värden än förnan från barrskog. Detta är en viktig orsak till att basmättnadsgraden i barrskogsdominerande jordar blir lägre än på ädellövskogsdominerande jordar.
Växternas upptag av näring är ofta försurande. Detta beror på att det måste vara laddningsbalans i marken. Om växten tar upp en katjon, måste den lämna katjoner i retur. De katjoner som lämnas i retur, är ofta vätejoner (oxoniumjoner). Tar växten upp en kalciumjon (Ca2+), så måste växten lämna två vätejoner, för att upprätthålla laddningsbalansen i marken.
Olika växtnäringsförsök har tydligt visat att vilken form av kväve som tas upp (nitrat eller ammonium), har en avgörande effekt på pH-värdet i marken. Om kväveupptaget huvudsakligen sker som ammonium, blir den naturliga försurningen betydande. Om däremot kväveupptaget huvudsakligen sker som nitrat, blir det totala växtnäringsupptaget svagt basiskt.
Skogsbruk lär kunna bidra till ökad försurning, genom stort uttag av biomassa. Om fallna träd får ligga kvar i skogen återgår neutraliserande ämnen till marken när träden bryts ned, men om träden forslas bort kan en negativ balans uppstå och marken försuras. Genom askåterföring kan försurningspåverkan vid GROT-uttag motverkas.

### Klimatets inverkan
Klimatet har en stor betydelse för markens pH-värde. I torra klimat sker en ansamling av lättlösliga salter i markens övre skikt. Många av dessa salter ger en tydlig basisk reaktion och innehåller mycket baskatjoner. I torrt klimat brukar det inte finnas något direkt lager av mull eller övrigt organiskt material.
I ett blött klimat med ett årligt nederbördsöverskott, lakas dessa lättlösliga salter ut, varpå både markens basmättnadsgrad och pH sjunker. Ju kraftigare nederbördsöverskott, desto kraftigare blir urlakningen av baskatjoner. Dessutom blidas ett mer eller mindre tjockt lager med organiskt material, till exempel mår. Det organiska materialet innehåller många olika organiska syror, till exempel humussyror och fulvosyror.

## Antropogen försurning
Fossila bränslen innehåller bland annat svavel som vid förbränning bildar svaveldioxid. Det kan i atmosfären delvis omvandlas till den starka syran svavelsyra. I större förbränningsanläggningar på land eller till sjöss kan man med teknikens hjälp reducera svavelutsläppen. I Sverige måste oljeraffinaderierna sänka svavelhalten på bränslen för att utsläppen i mindre "anläggningar" som fordon och villapannor ska minska. I många andra länder och på världshaven använder man dock fortfarande bränslen med höga svavelhalter. Fram till 2015 har svavelutsläppen från sjöfarten i Nordeuropa stegvis minskats så mycket att de inte längre utgör en påverkan på naturen. Sedan 2020 svavelutsläppen från den globala sjöfarten även minskats kraftigt. I Nordeuropa är den maximala svavelhalten i fartygsbränslet 0,1 % medan den högsta tillåtna nivån globalt är 0,5 %.
Kväveoxider bildas vid de flesta typer av förbränning. Det är främst luftens eget kväve som är utgångsämnet, inte något ämne i själva bränslet. I atmosfären kan det övergå i den starka syran salpetersyra. Bensinbilens avgaskatalysator kan effektivt återföra kväveoxiderna till ren och ofarlig kvävgas. Dieselavgaser är ett betydligt svårare utgångsämne för en katalysator att bearbeta, så mycket av kväveoxiderna kommer ut i atmosfären. Katalysatorn måste värmas upp till 500 grader för att den ska kunna omvandla kväveoxiden till ofarligt kväve, alltså är utsläppen större de första kilometerna man kör, tills katalysatorn är uppvärmd. Ungefär 7% av alla bilar i Sverige saknar katalysator och hälften av alla bilar kör mindre än 5 kilometer.
Både svavelsyran och salpetersyran förs med det försurade regnet ner till marker och vattendrag och orsakar försurning. Salpetersyrans nitratjoner är dessutom ett gödningsämne, så den bidrar samtidigt till övergödningen. Även svavelsyrans sulfatjon är ett potentiellt gödningsämne, även om svavelbrist är ganska sällsynt i naturen.

## Försurning av hav och sjöar

### Sjöar och vattendrag
Försurning i sötvatten innebär en pH-minskning på mer än 0.4 enheter  och är ett fenomen som upptäcktes i Skandinavien under början av 1970-talen. Sjöar och vattendrag är ofta naturligt sura, men denna försurning har förstärkts av framför allt nedfall av svavel, och i mindre utsträckning nedfall av kväve. Områden där mineraler i jorden vittrar långsamt är känsliga för försurning, vilket gör Skandinavien, USA, Kanada, Skottland och Centraleuropa speciellt utsatta eftersom det här finns många näringsfattiga sjöar, svårvittrade berggrunder samt jord med låg halt av basiska ämnen. I skogssjöar blir ofta vattnet betydligt klarare än förut, eftersom humusämnen, som är bruna, inte längre kan vara lösta i vattnet, utan fälls ut och sjunker till botten. Snösmältning kan också bidra till försurning eftersom smältvatten ofta innehåller starka syror. Försurningen av sjöar och vattendrag sker antingen genom att nederbörden faller direkt i sötvattnet eller genom att regnvattnet först samlas i upptagningsområden. Om upptagningsområdet är fattigt på basiska ämnen kommer vattnet som leds till sötvattnet vara surt, men om upptagningsområdet är alkaliskt kommer vattnet neutraliseras innan det leds till sötvattnet.

### Försurning av hav
Människans utsläpp av koldioxid genom förbränning av fossila bränslen orsakar en utbredd försurning av världshaven då vattnet binder koldioxid som då bildar kolsyra.

## Effekter
Försurningen har effekter på växter och djur, främst i sjöar och vattendrag. Försurning leder till flera kemiska förändringar, såsom ökad aluminiumhalt och minskade halter av kalciumjoner, magnesiumjoner och liknande ämnen. Detta gör att material vittrar snabbare och kan urlaka marken. Höga aluminiumhalter är skadliga för många marklevande organismer. Växter och marklevande djur är i allmänhet anpassade till en viss surhet i marken. Markförsurning kan därför innebära att vissa arter försvagas. Andra arter kan ta över i dess ställe, men generellt minskar biodiversiteten vilket kan ge följdeffekter i hela ekosystemet.

### Påverkan på akvatiska organismer
Det som ofta anges vara en av de största fysiologiska effekterna av försurning är en påverkad salt- och vattenbalans, det vill säga osmoregleringen. Sötvattenlevande djur behöver aktivt reglera kroppens innehåll av vatten och joner då sötvatten har betydligt lägre koncentration av salter (joner) än den fauna som lever där. En sänkning i pH-värdet leder till en ökad förlust av joner samt ett försämrat upptag hos djuren eftersom de för att kompensera för sin förlust av joner via hud och gälar behöver ett aktivt upptag av nya joner, vilket kräver energi samt leder till att vatten läcker in under processen. Fisk tar huvudsakligen skada av låga pH-värden samt höga halter av oorganiskt aluminium som löses ut i vattnet vid försurning. Det är då främst rommen som tar skada av det låga pH-värdet då ett för lågt värde inaktiverar ett enzym som bryter ner rommens äggskal, vilket leder till att rommen inte kläcks. Som yngel och vuxen fisk är de mer känsliga för utfällningen av aluminium då denna kan sätta sig på gälarna och stör då fiskarnas andning och saltreglering. För de bottenlevande djuren så är musslor, snäckor och kräftdjur mest känsliga för försurning eftersom deras kalkrika skal blir svårare att bygga upp på grund av den förändrade kemin i vattnet. Även plankton påverkas av försurning vilket leder till att det ekologiska kretsloppet rubbas då de dels utgör föda för många djur men också då de producerar syre med hjälp av fotosyntes. Försurningens effekter på de vattenlevande växterna blir märkbara när pH-värdet ligger kring 5-6 och det är då inte nödvändigtvis pH-sänkningen i sig som är huvudorsaken utan följdeffekter av den, såsom utfällning av metaller. Vid detta pH-värde kommer många arter av fastsittande alger försvinna och växtplanktonens artantal minskar som följd av att många cyanobakterier och kiselalger dör ut. Det finns dock arter som trivs trots det försurade vattnet, såsom näckrosor, vissa trådalger och starrväxter samt mossa. Bland mossorna är det främst vitmossan som breder ut sig då algarter och högre växter minskar i antal eller försvinner helt.

## Åtgärder
Den viktigaste metoden för att motverka befintlig försurning i sjöar och vattendrag är kalkning. Denna lösning är inte helt problemfri eftersom kalkning också kan påverka närmiljön negativt. Dessutom måste kalkningen upprepas efter ett par år eftersom majoriteten av det tillsatta kalken då har förbrukats. Det enda hållbara sättet att förhindra fortsatt försurning av sjöar och vattendrag är att minska utsläppen av sura föroreningar som svaveldioxid, kväveoxider och ammoniak.